# Franz Thonner
Franz Thonner (ur. 11 marca 1863 w Wiedniu, zm. 21 kwietnia 1928 w Pradze) – austriacki botanik, eksplorator i etnolog; autor kluczy do oznaczania roślin, obejmujących bardzo duże obszary (świat, kontynenty).

## Życiorys i zainteresowania badawcze
Studiował najpierw prawo, a następnie nauki przyrodnicze (w Wiedniu i Berlinie), ale prawdopodobnie nie uzyskał żadnego dyplomu. W 1891 ożenił się z Czeszką Marie Svobodą. Dzięki posiadanemu majątkowi mógł pracować nad interesującymi go zagadnieniami, nie zajmując formalnie żadnego stanowiska. Odbył dwie wyprawy badawcze do Konga (wówczas belgijskiego; 1896, 1909); jego doskonałe przygotowanie do prac terenowych obrazuje fakt, że ze 120 okazów roślin zebranych podczas pierwszej wyprawy 50 okazało się nowymi dla badanego obszaru, a 23 – nowymi gatunkami. Do 1902 lub 1903 Franz Thonner mieszkał z żoną w Dreźnie, następnie w Wiedniu, a w 1920 przeprowadzili się do Smíchova (od 1922 dzielnica Pragi).
Zainteresowania badawcze Thonnera koncentrowały się na wielkoskalowych syntezach systematycznych: jego głównymi dziełami botanicznymi są kilkakrotnie modyfikowany, tłumaczony i adaptowany na różne języki klucz do oznaczania roślin całego świata (do poziomu rodziny) oraz klucze do oznaczania roślin Europy i Afryki (do poziomu rodzaju).
Jego opisy wypraw zawierają również obserwacje etnologiczne i lingwistyczne.
Zielnik Franza Thonnera znajduje się w Belgii (herbarium BE według Index Herbariorum), natomiast jego zbiory etnograficzne w większości w Wiedniu.

## Publikacje

### Klucze do oznaczania roślin
- Klucz do oznaczania rodzin roślin nasiennych całego świata:
  - Anleitung zum Bestimmen der Familien der Phanerogamen (1891)[4]
  - Analytical key to the natural orders of flowering-plants (tłumaczenie angielskie, 1895)[5]
  - Anleitung zum Bestimmen der Familien der Blütenpflanzen (Phanerogamen) (drugie wydanie, 1917)[6]
  - Thonner's analytical key to the families of flowering plants (wersja angielska zmodyfikowana przez Roberta Geesinka i współautorów; 1981)[7]
  - istnieją również skróty i adaptacje klucza Thonnera w językach japońskim, portugalskim i hiszpańskim[7].
- Klucz do oznaczania rodzajów roślin Europy:
  - Exkursionsflora von Europa (1901)[8]
  - Flore analytique de l'Europe (tłumaczenie francuskie, 1903)[9]
  - Exkursionsflora von Europa. Nachträge und Verbesserungen (1918)[10]
  - Exkursionsflora von Europa (reprint pierwszego wydania niemieckiego z 1901 wraz z dodatkiem z 1918; 1980)[11]
- Klucz do oznaczania rodzajów roślin Afryki:
  - Die Blütenpflanzen Afrikas (1908)[12]
  - Die Blütenpflanzen Afrikas. Nachträge und Verbesserungen (1913)[13]
  - The Flowering Plants of Africa (tłumaczenie angielskie, 1915)[14]

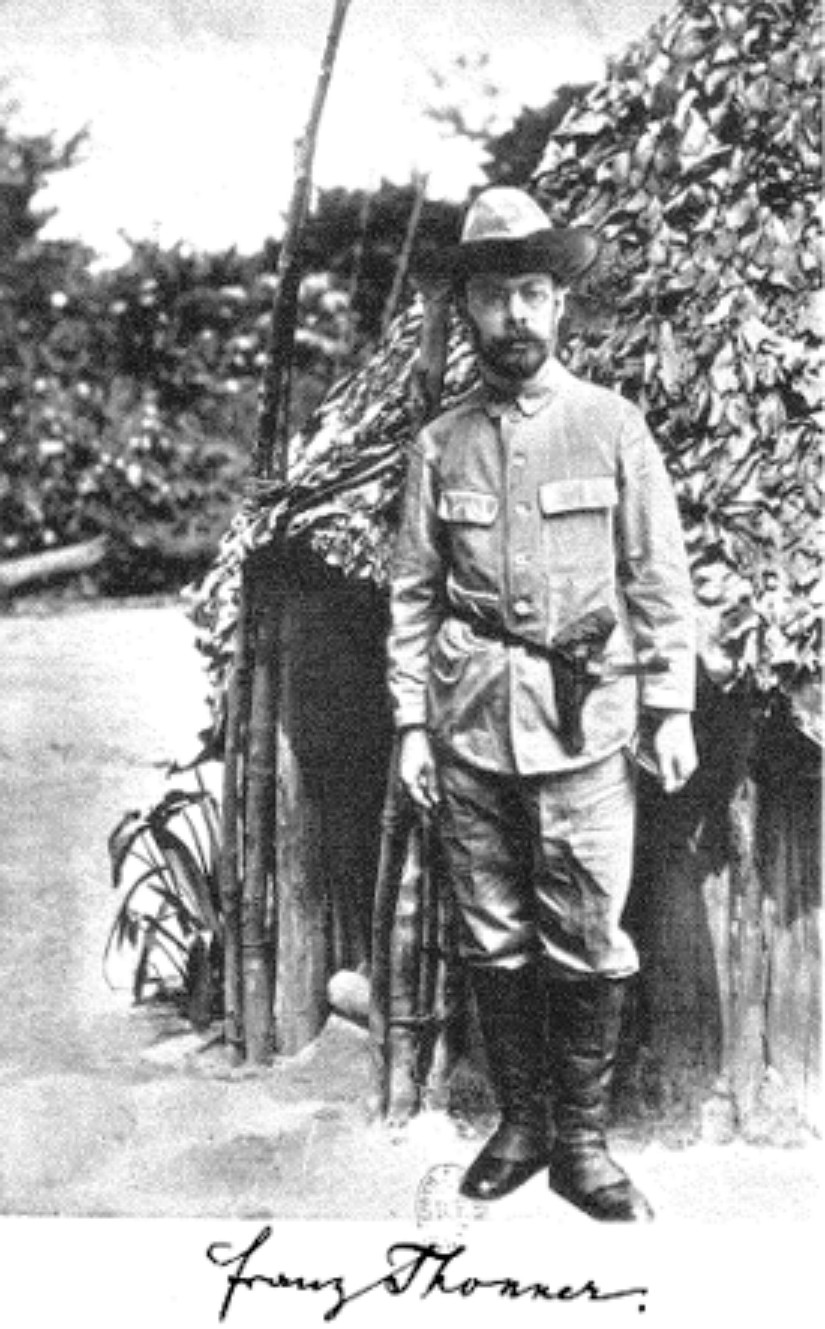
Franz Thonner podczas wyprawy do Konga w 1896

### Opisy wypraw
- Im Afrikanischen Urwald (1898)[15]; Dans la grande forêt de l'Afrique centrale (tłumaczenie francuskie, 1899)[16]
- Vom Kongo zum Ubangi (1910)[17]; Du Congo à l'Ubangi (tłumaczenie francuskie, 1910)[18]

## Upamiętnienie
Na podstawie zbiorów zielnikowych zebranych przez Thonnera w Kongu botanicy belgijscy Émile De Wildeman i Théophile Durand opublikowali pracę Plantae Thonnerianae Congolenses (dwie części: 1900, 1911) w której opisano liczne nowe taksony, z czego część na cześć odkrywcy. Nazwa rodzajowa Thonnera De Wild. jest obecnie uważana za synonim Uvariopsis Engl. & Diels, należącej do rodziny flaszowcowatych (Annonaceae). Na cześć Thonnera nazwano ponad 30 gatunków roślin; niektóre z tych nazw okazały się synonimami, natomiast inne są poprawne, na przykład aframon Aframomum thonneri De Wild., miletia Millettia thonneri De Wild., Scaphopetalum thonneri De Wild. & T.Durand z rodziny ślazowatych (Malvaceae), Harveya thonneri De Wild. & T.Durand z rodziny zarazowatych (Orobanchaceae), czy Scepocarpus thonneri (De Wild. & T.Durand) T.Wells & A.K.Monro z rodziny pokrzywowatych (Urticaceae).
W 1911 Franz Thonner został oficerem belgijskiego Orderu Korony.